# Route nationale 700
Die Route nationale 700, kurz N 700 oder RN 700, war eine französische Nationalstraße, die von 1933 bis 1973 zwischen Pons und Archiac verlief. Ihre Länge betrug 20 Kilometer.